# Kroksjön (Bygdeå socken, Västerbotten, 710846-173821)
Kroksjön är en sjö i Robertsfors kommun i Västerbotten och ingår i Dalkarlsån-Sävaråns kustområde.